# Trachelas
Trachelas är ett släkte av spindlar som ingår i familjen flinkspindlar.

## Dottertaxa tillTrachelas, i alfabetisk ordning[1]
- Trachelas acuminus
- Trachelas alticolus
- Trachelas altiformis
- Trachelas amabilis
- Trachelas anomalus
- Trachelas barroanus
- Trachelas bicolor
- Trachelas bispinosus
- Trachelas borinquensis
- Trachelas bravidus
- Trachelas bulbosus
- Trachelas cadulus
- Trachelas cambridgei
- Trachelas canariensis
- Trachelas chubbi
- Trachelas contractus
- Trachelas coreanus
- Trachelas costatus
- Trachelas daubei
- Trachelas depressus
- Trachelas devi
- Trachelas digitus
- Trachelas dilatus
- Trachelas ecudobus
- Trachelas erectus
- Trachelas femoralis
- Trachelas flavipes
- Trachelas fuscus
- Trachelas giganteus
- Trachelas hamatus
- Trachelas hassleri
- Trachelas himalayensis
- Trachelas huachucanus
- Trachelas inclinatus
- Trachelas jamaicensis
- Trachelas japonicus
- Trachelas lanceolatus
- Trachelas latus
- Trachelas macrochelis
- Trachelas maculatus
- Trachelas mexicanus
- Trachelas minor
- Trachelas mulcetus
- Trachelas niger
- Trachelas nigrifemur
- Trachelas oculus
- Trachelas oreophilus
- Trachelas organatus
- Trachelas pacificus
- Trachelas panamanus
- Trachelas parallelus
- Trachelas planus
- Trachelas praestans
- Trachelas prominens
- Trachelas punctatus
- Trachelas purus
- Trachelas pusillus
- Trachelas quadridens
- Trachelas quisquiliarum
- Trachelas rayi
- Trachelas robustus
- Trachelas roeweri
- Trachelas rotundus
- Trachelas rugosus
- Trachelas santaemartae
- Trachelas schenkeli
- Trachelas scopulifer
- Trachelas similis
- Trachelas sinensis
- Trachelas sinuosus
- Trachelas speciosus
- Trachelas spicus
- Trachelas spinulatus
- Trachelas spirifer
- Trachelas submissus
- Trachelas sylvae
- Trachelas tomaculus
- Trachelas tranquillus
- Trachelas transversus
- Trachelas triangulus
- Trachelas tridentatus
- Trachelas trifidus
- Trachelas truncatulus
- Trachelas uniaculeatus
- Trachelas validus
- Trachelas vitiosus
- Trachelas volutus
- Trachelas vulcani